# Syberia: The World Before
Syberia: The World Before (в официальной русской локализации игра получила название «Сиби́рь: Па́мять про́шлого») — приключенческая компьютерная игра, разработанная французскими студиями Koalabs и Microids Studio Paris. Она стала продолжением Syberia 3 и четвёртой частью серии Syberia, созданной Бенуа Сокалем.

## Сюжет
Сюжет игры делится на две временные линии. В одной из них героиней выступает Дана Роуз, молодая пианистка, живущая в районе «Мост Туманов» в Вагене (столице вымышленной центральноевропейской страны Остерталь) в 1930-х годах, а в другой — главная героиня предыдущих игр серии, Кейт Уолкер, которая находится в заключении в соляной шахте в «Железной Тайге» в 2003 году.
Весной 1937 года Дана заканчивает музыкальную академию, выпускным экзаменом в которой становится исполнение «Гимна Вагена» на музыкальной площади, полной автоматонов, конструктором которых выступил небезызвестный французский изобретатель Ганс Форальберг. Однако общую атмосферу праздника омрачает тот факт, что в последнее время участились хулиганские выходки со стороны последователей фашистской организации «Коричневые тени» в отношении вагеран, к которым относится и семья Даны.
После событий предыдущей части Кейт Уолкер была заключена в незаконную тюрьму в качестве рабыни в соляной шахте. В одной камере с ней отбывает наказание кумир советской молодёжи и известная правозащитница Катюша Спиридонова. Перед выходом на работу Кейт получает от своей подруги Оливии посылку с запиской, в которой сообщается, что её мать Сара скончалась. Вместе с запиской приходит старинная музыкальная шкатулка, которая в своё время перешла Саре от её родителей. Во время смены расстроенная Кейт, которая зла на себя за то, что не смогла проститься с матерью, неосторожным ударом вызывает небольшой обвал в шахте, открыв проход в параллельную пещеру. Там оказывается заброшенный поезд, принадлежавший «Коричневым теням». Девушки обнаруживают, что в поезде хранится огромное количество украденных предметов искусства и антиквариата, среди которых есть и картина с изображением молодой женщины, как две капли воды похожей на Кейт. Подруги пытаются сбежать из шахты на мотоцикле, но сталкиваются с тюремной охранницей Симоной Калининой. Симона стреляет в Катюшу, и та, умирая, просит Кейт разыскать девушку на картине. Проходит год, в течение которого Кейт на мотоцикле проезжает всю восточную Европу и попадает в Остерталь — страну-анклав в Альпах. Она находит антикварный магазин, в котором когда-то был куплен футляр для этой картины. На прилавке она обнаруживает автоматона-броненосца, созданного Гансом Форальбергом, устанавливает в него сердце Оскара и вновь оживляет своего компаньона. Антиквар не узнаёт девушку на рисунке, но узнаёт пейзаж за её спиной: отдалённый горный лагерь Зильбершпигель у подножия Альп.
Прибыв туда Кейт встречает там его нынешнюю владелицу, пожилую даму-инвалида Лени Реннер. Во время войны Лени была членом сопротивления, но даже став уважаемым ветераном, она живёт затворницей и категорически отказывается от участия в памятных мероприятиях. Лени, увидев Кейт, тоже признаёт её сходство с девушкой и рассказывает Кейт, что это Дана. Юная Лени познакомилась с ней летом 1937 года, когда та приехала в их лагерь (тогда им управлял отец Ленни Густав), чтобы подработать официанткой и помочь родителям с оплатой её первого года обучения в Парижской консерватории (из-за влияния «Коричневых теней» бизнес родителей Даны, Лены и Антона, теперь переживает трудные времена). Лагерь в то время принимал экспедицию «Истоки», намеревавшуюся найти в горах Балтаяра (тоже государства—анклава на границе России и Китая) горуна — живого австралопитека, являющегося предком человека и считающегося недостающим звеном эволюции. К восхождению группу учёных готовил молодой альпинист Леон Кобатис, который нравился Лени, но он не обращал на неё внимания из-за её юного возраста. В какой-то момент Фрэнк Хёсс, офицер «Коричневых теней», поставленный «присматривать» за экспедицией (потому что они её спонсируют), ополчился на Дану, когда та сыграла музыку Фридерика Шопена, и за девушку вступился Леон, после чего у них с Даной начался роман. Далее Лени говорит, что их пути с Даной и Леоном после того лета разошлись, но Кейт может поискать что-нибудь из её вещей на чердаке их дома, где остался сундук с имуществом кинематографистки Юнты Штайнхофф, которая вела кинохронику экспедиции (Юнта и Дана близко дружили). В сундуке Кейт находит катушку с киноплёнкой, которую сняла Лени, тайком стянувшая камеру у Юнты. Её любительская съёмка обрывается как раз в тот момент, когда она подходит к номеру, в котором жила Дана, и видит, как та о чём-то спорит с Леоном. Лени поясняет Кейт, что из подслушанного разговора выяснилось, что Леон после той выходки Фрэнка хотел отказаться ради Даны от участия в экспедиции, но Фрэнк поставил его перед фактом: скоро «Коричневые тени» придут к власти и родители Даны будут в числе первых вагеран, с которыми «что-то случится».
Кейт тогда решает поискать следы Даны в её вагеранской музыкальной академии. Чтобы получить от ректора личное дело Даны Кейт приходится сыграть «Гимн Вагена» на музыкальной площади. Услышав мелодию Кейт обнаруживает, что именно её проигрывает доставшаяся от матери музыкальная шкатулка. Узнав домашний адрес Кейт добирается до бывшей комнаты Даны. Там она находит письма от Леона и дневник Даны, из которых выясняет, что после долгих поисков Леон и один из членов группы, Хёрст Зауэр, наконец-то нашли молодого горуна. Пока Хорст ходил за подкреплением, Леон, присмотревшись к горуну, начал видеть в нём не просто важное научное открытие, а живое разумное существо. Но другие члены экспедиции не разделяли мнение Леона и посадили горуна в клетку. Слыша вопли пойманного малыша, на выручку поспешила его грозная гориллоподобная мать. Другой член экспедиции Рейнхард Бергер намеревался застрелить её, но Леон помешал ему сделать это и случайно убил его. После того, как горуны ушли, оставшиеся члены экспедиции связали Леона, чтобы позднее передать властям Балтаяра, но ночью Хёрст развязал Леона и помог ему сбежать. На прощание Леон оставил Дане письмо, которое ей осенью передал Хёрст. Дана, прочитав послание, теряет сознание, после чего выясняется, что она беременна. Антон и Лена, опасаясь публичного осуждения, просят помощи у своих богатых друзей, Адама и Мириам Циммеров, которые помещают Дану на время её беременности в санаторий на острове Баден (будущего ребёнка Антон и Лена планируют выдать за осиротевшего дальнего родственника, которого они потом усыновят). Однако летом 1938 года, пока Дана ещё находилась в Бадене, «Коричневые тени» во главе с Фрэнком Хёссом учинили в их районе погром и родители девушки были убиты.
У Кейт появляется мысль, что возможно она имеет родство с Даной, поскольку родители её матери Сары были родом из Европы. Возвращаясь в гостиницу она сталкивается с одной из тамошних постоялиц Джанет Блэйк, которая раскрывает, что во время войны она шпионила за «Коричневыми тенями» от имени Британской секретной службы, прикрываясь личностью Юнты. Юнта рассказывает Кейт, что исчезновение Леона подорвало и без того хрупкое здоровье Даны, из-за чего роды в апреле 1938 года прошли под общим наркозом, но когда Дана пришла в себя, то ей сообщили, что у неё родилась мёртвая девочка, которую уже похоронили под именем Анна, а сама Дана больше не сможет иметь детей. Тяжёлые роды в итоге привели к тому, что Дану решено было оставить на реабилитацию в санатории до осени, из-за чего она выжила, когда летом были убиты её родители. Юнта (которая до побега Леона поддерживала их переписку) берёт полностью опустошённую и лишившуюся всего Дану под свою опеку и увозит её в Великобританию, где через пару лет пристраивает девушку на работу в МИД Великобритании, где Дана очень быстро дослуживается до координатора групп Сопротивления в оккупированных странах Европы. Первым «полевым» задание Даны становится проникнуть в одну из самых эффективных групп сопротивления в Остертале. Когда Дана видит позывной руководителя этой группы, то она с удивлением понимает, что это Леон. Юнта затем рассказывает, что не знает, как Леон выжил в Балтаяре, но, к сожалению, та миссия, которую координировала Дана, провалилась и Леон погиб. О дальнейшей судьбе Даны она не знает, но, по слухам, та всё же пережила войну. После Юнта признаётся, что в Ваген её вызывали по служебной причине: из-за глобального потепления на перевале Дьявола (недалеко от Зильбершпигеля) произошло таяние ледника, из-за чего там обнаружились три хорошо сохранившихся тела. Считается, что одно из них принадлежит Леону, поэтому и вызвали Юнту, чтобы она могла его опознать.
Кейт несётся в Зильбершпигель и узнаёт, что Лени в тяжёлом состоянии: к тому моменту тела из-за начавшейся метели криминалисты перенесли в палатку рядом с гостиницей и в какой-то момент Лени упала в обморок, «словно увидела призрак». Среди тел действительно обнаруживается тело Леона, но тела Даны нет. Решая проведать Лени Кейт сталкивается со странным человеком, который, со слов других альпинистов, с давности живёт вместе с Лени, помогая ей управлять курортом. Когда Кейт видит его вбилизи, то с удивлением понимает, что это горун. Горун, представившись Людвигом Хардтаком, рассказывает, что после побега Леон пережил суровую балтаярскую зиму благодаря племени горунов, которое его приняло. Когда началась война, Леон решил вернуться в Ваген вместе с Людвигом (который был тем самым горуном, которого он спас в экспедиции). Вместе с Лени они организовали в лагере Зильбершпигель штаб сети Сопротивления. Кейт приходит к Лени и просит ту объяснить, почему она не сказала, что виделась с Даной и Леоном после того лета. Уставшая скрывать все эти годы обременительную правду Лени кается.
Лени очень надеялась, что Леон забудет о Дане, которую, как они оба думали, убили вместе с родителями во время погромов в Вагене. Однако после того, как Дана десантировалась вблизи лагеря, её отношения с Леоном разгорелись с новой силой, и это злило Лени. В то же время, гражданское лицо, Гарольд Экснер, которого Леон должен через Альпы переправить в Швейцарию, наотрез отказывается уходить без своей жены Андреа, которая в данный момент прячется в Вагене. Леон просит Лени привезти Андреа. Раздосадованная тем, что он отказался отправить на это дело Дану, Лени не удаётся справиться с ревностью: перед тем как разыскать Андреа, она сдаёт местоположение штаба своему отцу, который успел примкнуть к «Коричневым теням». Лени оправдывается тем, что думала, что всё пройдёт без насилия, но вместо этого «Коричневые тени» открывают по лагерю огонь. Чтобы выиграть Леону время, дабы он подальше увёл Экснеров, Дана, Людвиг и Лени вместе с другими членами остаются оборонять лагерь. В конечном итоге только они и остаются в живых, но Лени получает серьёзное ранение, приковавшее её в будущем к инвалидному креслу. В итоге Людвиг приходит в буйство и убивает оставшихся нападавших, но, добивая последнего солдата, он швыряет в него гранату. Взрыв создаёт цепную реакцию, что приводит к сходу лавины, которая погребла под собой Леона и его подопечных. После освобождения Вагена Дана навещает Лени в военном госпитале и сообщает, что поскольку от её довоенной жизни в Вагене не осталось ничего, что могло бы её тут удержать, она решила эмигрировать в США и начать жизнь с чистого листа. Лени, убитая горем и раскаянием из-за смерти Леона, не решается сказать Дане правду. На прощание Дана клянётся, что будет постоянно ей писать.
Все последующие годы Лени живёт в лагере, коря себя за случившееся, а находящийся при ней Людвиг неоднократно делал попытки найти тело Леона. Лени рассказывает Кейт, что в США Дана вышла замуж и стала известной пианисткой под именем Дана Гонгриш, овдовела, но сдержала своё обещание и присылала письма. Лени даёт Кейт последнее письмо Даны, датированное 1983 годом. В письме Дана рассказывает об удивительном телефонном звонке от бывшей медсестры из баденского санатория. Оказалось, что тогда, в 1938 году, у Даны родилась здоровая девочка, но во время родов Дана впала в кому, и тогда её родители отдали ребёнка Циммерам. Через несколько месяцев после признания медсестры Дана находит повзрослевшую Анну, но, видя, как та счастливо общается с Циммерами, и в то же время поняв, что дочь для неё — совершенно незнакомый человек, решает не вторгаться в её жизнь. К тому моменту Анна уже вышла замуж, сама стала матерью и тоже овдовела: теперь её звали Сара Уолкер. В какой-то момент Дана слышит, как в одной из комнат кто-то пытается играть на фортепиано гимн Вагена. Этим кем-то оказывается маленькая Кейт. Не говоря ни слова, Дана показывает ей, как нужно правильно играть мелодию, после чего покидает дом Циммеров. Она завершает письмо сообщением, что покидает США и уезжает в «единственное важное для неё место».
Выяснив правду о Дане и не имея предположений, куда та могла отправиться дальше, Кейт чувствует, что она так и не получила никакого удовлетворения в душе, но в то же время приходит к выводу, что с того момента, как три года назад она села на поезд с Оскаром во Владилене, она всё это время пыталась сбежать от себя самой, и решает наконец-то вернуться в Нью-Йорк, чтобы наладить отношения со своими друзьями и понести ответственность за свой побег. Она уже сидит в вагоне, который должен доставить её в международный аэропорт Вагена, но вдруг на соседних путях видит поезд, направляющийся в Балтаяр. Кейт вспоминает слова Лени о том, что Дана и Леон после войны мечтали поселиться в этой горной стране среди горунов. В последний момент Кейт выбегает из своего экспресса и на ходу запрыгивает в балтаярский поезд, куда ей неожиданно помогает забраться Людвиг. Он сообщает, что Лени, которая все эти годы жила с грузом вины, тихо скончалась во сне, после чего он похоронил её и Леона в Альпах, а теперь отправляется в Балтаяр, чтобы воссоединиться со своим народом. Когда он спрашивает, куда направляется Кейт, та отвечает, что она «тоже едет домой».

## Разработка
Syberia: The World Before была анонсирована компанией Microïds 19 августа 2019 года, к этому времени она уже год находилась в разработке.
8 октября 2020 стала доступна промо-версия.
28 мая 2021 после продолжительной болезни скончался автор и идейный вдохновитель игры Бенуа Сокаль. Стало известно, что в последние месяцы своей жизни он продолжал работать над игрой вместе со студиями Koalabs и Microids.
19 августа 2021 вышел трейлер, в котором объявили, что релиз игры на платформе Windows планируется 10 декабря 2021 года.
3 декабря 2021 релиз игры был перенесён на первый квартал 2022 года.
21 января 2022 стало известно, что релиз игры состоится 18 марта 2022 года.
15 ноября 2022 года вышло коллекционное издание игры для Windows, куда вошли: цифровой ключ в пластиковом боксе, стилбук, коллекционная коробка, статуэтка Кейт и Даны, музыкальная шкатулка, артбук, брелок, эксклюзивная литография, набор открыток, карта Вагена, цифровой саундтрек, цифровой сценарий Пролога. Также в этот же день стала доступна версия игры для PlayStation 5 и Xbox Series X/S. Выход версий для PlayStation 4,Xbox One и Nintendo Switch был запланирован на 2023 год; версия для Nintendo Switch была позднее отложена на 2024 год.

## Отзывы критиков
| Сводный рейтинг       | Сводный рейтинг                        |
| Агрегатор             | Оценка                                 |
| --------------------- | -------------------------------------- |
| Metacritic            | (PC) 81/100 (PS5) 78/100 (XBXS) 82/100 |
| Русскоязычные издания |                                        |
| Издание               | Оценка                                 |
| Riot Pixels           | 78 %                                   |
| StopGame.ru           | «Изумительно»                          |
| «Игромания»           | [ 16 ]                                 |

Syberia: The World Before получила преимущественно положительные оценки игровых ресурсов. Версия для персональных компьютеров получила 81 балл из 100 возможных на сайте Metacritic, версия игры для PlayStation 5 — 78 баллов из 100 возможных, версия игры для Xbox Series X/S — 82 балла из 100 возможных.

### Комментарии
1. ↑  С англ. «Сибирия: Мир до». Предыдущие игры серии выпускались на русском языке под названием «Сибирь». Название «Сибирия» (Syberia) в серии носит вымышленный остров в Северном Ледовитом океане.